# 歌詩達地中海號
歌詩達地中海號是由歌詩達郵輪船隊运营的精神級郵輪。它是由Kvaerner Masa-Yards公司（現為Aker Finnyards）在芬蘭赫尔辛基建造，當時建造成本高達€ 4亿。歌詩達地中海號與它的姊妹船歌詩達大西洋號一樣，它的设计源自嘉年華遊輪精神級郵輪：嘉年華精神號、嘉年華驕傲號、嘉年華傳奇號和嘉年華奇跡號。2003年6月16日，她从热那亚出发開啟首航，启程前往西班牙和葡萄牙。
歌詩達地中海號上的十二塊甲板分別由神话和历史人物命名：Circe（喀耳刻）、Tersicore（忒耳普西科瑞）、Bacco（狄俄倪索斯）、Teseo（忒修斯）、Orfeo（ 俄耳甫斯）、Narciso（納西瑟斯）、Prometeo（普罗米修斯）、Pegaso（珀伽索斯）、Armonia（哈耳摩尼亞）、Cleopatra（克娄巴特拉七世）、Pandora（潘多拉）和Medea（美狄亚）。
2021年，歌詩達地中海號將預定出售给中船嘉年华。

## 翻新
2013年11月21日至2013年12月4日，歌詩達地中海號在巴勒莫的芬坎蒂尼造船厂进行了成本為400万欧元的翻新工程。

## 停泊港口
2008年9月10日，歌詩達地中海號是第一艘停靠俄罗斯圣彼得堡圣彼得堡客运港的遊輪。